# Peter Fill
Peter Fill (Bressanone, 12 novembre 1982) è un allenatore di sci alpino ed ex sciatore alpino italiano, vincitore di due medaglie iridate e di tre Coppe del Mondo di specialità.

## Biografia
Originario di Castelrotto e tesserato per il Centro Sportivo Carabinieri, di madrelingua tedesca, dopo le scuole medie aveva cominciato a lavorare come carrozziere e a frequentare una scuola professionale, impiego che ha lasciato per dedicarsi professionalmente allo sci alpino.

### Carriera sciistica

#### Stagioni 1998-2006
Attivo in gare FIS dal dicembre del 1997, Fill ha esordito in Coppa Europa il 20 gennaio 1999 a Falcade in discesa libera, senza completare la prova; nello stesso anno ai Campionati italiani juniores ha conquistato la medaglia d'oro in tutte le specialità in cui ha gareggiato: i quattro ori vinti gli hanno valso ammirati elogi da parte della stampa italiana. In ambito internazionale, il suo primo risultato di rilievo è stato la medaglia di bronzo conquistata nel 2001 ai Mondiali juniores nello slalom gigante. Il 25 gennaio 2002 ha ottenuto a Sankt Moritz in discesa libera la sua unica vittoria, nonché unico podio, in Coppa Europa e nel febbraio seguente si è aggiudicato il titolo di campione del mondo juniores nel supergigante; grazie a questo successo ha potuto esordire in Coppa del Mondo il 7 marzo 2002, nel supergigante di Altenmarkt-Zauchensee, dove ha concluso al 12º posto precedendo, tra gli altri, il plurimedagliato norvegese Lasse Kjus, il suo «idolo nello sci», di dodici centesimi.
Ha esordito ai Campionati mondiali a Sankt Moritz 2003, dove si è piazzato 20º nella discesa libera, 13º nel supergigante, 11º nella combinata e non ha completato lo slalom speciale; due anni dopo nella rassegna iridata di Bormio/Santa Caterina Valfurva 2005 è stato 24º nella discesa libera, 14º nel supergigante e non ha portato a termine la combinata. È stato il primo italiano a salire sul podio nella specialità della supercombinata nella stagione della sua introduzione in Coppa del Mondo: il 13 gennaio 2006 è stato terzo a Wengen, conquistando così il suo primo podio in Coppa del Mondo. Nello stesso anno ha partecipato ai XX Giochi olimpici invernali di Torino 2006, sua prima presenza olimpica, classificandosi 19º nella discesa libera, 13º nel supergigante e 9º nella combinata.

#### Stagioni 2007-2009
Nel 2007 ha preso parte ai Mondiali di Åre, piazzandosi 11º nella discesa libera, 14º nel supergigante, 23º nello slalom gigante e 13º nella supercombinata, e il 21 marzo a Santa Caterina Valfurva si è laureato campione italiano nello slalom gigante davanti ad Alessandro Roberto e a Michael Gufler: questa vittoria ha costituito il suo sesto titolo nazionale. Nella stagione 2007-2008, pur classificandosi sei volte tra i primi dieci in Coppa del Mondo, non è mai riuscito ad andare sul podio.
Il 29 novembre 2008, nella discesa libera di Lake Louise, ha conquistato la prima vittoria in Coppa del Mondo precedendo sul traguardo lo svizzero Carlo Janka e lo svedese Hans Olsson, diventando il settimo italiano nella storia della Coppa del Mondo a vincere nella specialità. Ai successivi Mondiali di Val-d'Isère 2009 ha conquistato la medaglia d'argento nel supergigante sulla ripida e ghiacciata pista Face de Bellevarde, battuto solo dallo svizzero Didier Cuche e davanti al tre volte campione del mondo Aksel Lund Svindal. Quella di Fill, che si è anche piazzato 14º nella discesa libera e 5º nella supercombinata, è stata l'unica medaglia iridata degli azzurri nelle gare maschili in quella rassegna iridata.

#### Stagioni 2010-2016
Durante la preparazione estiva per la stagione 2010 a Ushuaia, in Argentina, ha subito un grave infortunio muscolare, che ha reso necessario un intervento chirurgico e lo ha costretto a saltare gran parte della stagione. È riuscito a tornare alle gare soltanto il 16 gennaio 2010 per la discesa di Wengen disputata sulla Lauberhorn (la sua pista preferita), dove ha conquistato l'ottavo posto necessario per ottenere la qualificazione olimpica. Ha partecipato così ai XXI Giochi olimpici invernali di Vancouver 2010, classificandosi 15º nella discesa libera e non concludendo il supergigante e la supercombinata. Nel 2011 è stato convocato per i Mondiali di Garmisch-Partenkirchen, durante i quali ha conquistato la medaglia di bronzo nella supercombinata nella gara vinta da Svindal davanti all'altro azzurro Christof Innerhofer, e si è piazzato 14º nella discesa libera e 9º nel supergigante.

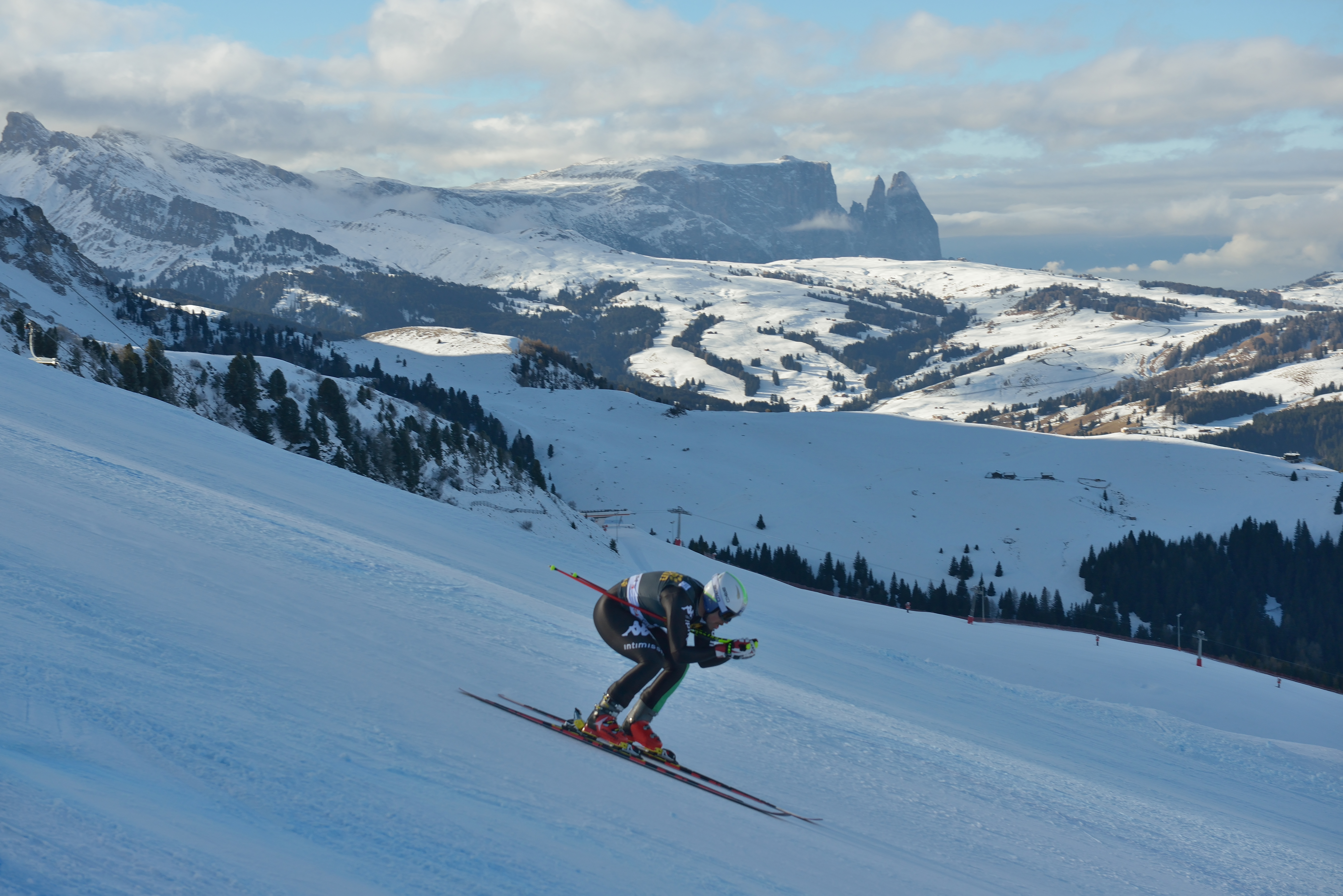
Fill in gara sulla Saslong della Val Gardena il 21 dicembre 2013

Ai successivi Mondiali di Schladming 2013 ha ottenuto il 12º posto nella discesa libera e il 14º nel supergigante, mentre ai XXII Giochi olimpici invernali di Soči 2014 è stato 7º nella discesa libera, 8º nel supergigante e non ha concluso la supercombinata. Nella stagione 2015-2016, dopo aver vinto la prestigiosa discesa libera di Kitzbühel precedendo gli svizzeri Beat Feuz e Carlo Janka il 23 gennaio, si è aggiudicato la Coppa del Mondo di discesa libera, portando per la prima volta il trofeo maschile in Italia, con 26 punti di vantaggio sul secondo classificato Svindal.

#### Stagioni 2017-2020
Ai Mondiali di Sankt Moritz 2017, sua ultima presenza iridata, si è classificato 9º nella discesa libera, 11º nel supergigante e non ha concluso la combinata; alla fine di quella stessa stagione 2016-2017 ha vinto per la seconda volta la Coppa del Mondo di discesa libera con 23 punti di vantaggio su Kjetil Jansrud, dopo aver ottenuto 6 podi tra i quali la sua ultima vittoria nel circuito: la discesa libera di Lillehammer Kvitfjell del 26 febbraio.
Il 12 gennaio 2018 ha conquistato a Wengen in combinata il suo ultimo podio in Coppa del Mondo (3º) e ai successivi XXIII Giochi olimpici invernali di Pyeongchang 2018, sua ultima presenza olimpica, si è classificato 6º nella discesa libera e non ha completato il supergigante e la combinata. In quella stessa stagione 2017-2018 ha vinto la Coppa del Mondo di combinata con 30 punti di vantaggio su Jansrud, primo italiano a riuscirci, aggiudicandosi così la terza coppa di cristallo consecutiva e divenendo il terzo italiano più vincente in Coppa del Mondo per numero di trofei. Si è ritirato durante la stagione 2019-2020 e la sua ultima gara è stata la libera di Coppa del Mondo disputata a Garmisch-Partenkirchen il 1º febbraio, chiusa da Fill al 52º posto.

### Carriera da allenatore
Dopo il ritiro è divenuto allenatore nei quadri della Federazione italiana sport invernali, occupandosi prima del settore giovanile, poi dei gigantisti della nazionale maggiore.

## Caratteristiche tecniche
Il polivalente Fill è stato il primo atleta azzurro a guadagnare la testa della classifica generale della Coppa del Mondo dai tempi di Alberto Tomba. Particolarmente portato per le specialità veloci (discesa libera e supergigante), era comunque capace di destreggiarsi discretamente anche in slalom speciale e in slalom gigante e quindi in combinata. Suoi skiman sono stati prima Sepp Kuppelwieser, già preparatore del campione norvegese Kjetil André Aamodt, poi Ernst Habersatter.

## Palmarès

### Mondiali
- 2 medaglie:
  - 1 argento (supergigante a Val-d'Isère 2009)
  - 1 bronzo (supercombinata a Garmisch-Partenkirchen 2011)

### Mondiali juniores
- 2 medaglie:
  - 1 oro (supergigante a Tarvisio 2002)
  - 1 bronzo (slalom gigante a Verbier 2001)

### Coppa del Mondo
- Miglior piazzamento in classifica generale: 6º nel 2007 e nel 2017
- Vincitore della Coppa del Mondo di discesa libera nel 2016 e nel 2017
- Vincitore della Coppa del Mondo di combinata nel 2018
- 22 podi (13 in discesa libera, 5 in supergigante, 4 in combinata):
  - 3 vittorie (2 in discesa libera, 1 in supergigante)
  - 10 secondi posti (6 in discesa libera, 2 in supergigante, 2 in combinata)
  - 9 terzi posti (5 in discesa libera, 2 in supergigante, 2 in combinata)

#### Coppa del Mondo - vittorie
| Data             | Località              | Paese    | Specialità |
| ---------------- | --------------------- | -------- | ---------- |
| 29 novembre 2008 | Lake Louise           | Canada   | DH         |
| 23 gennaio 2016  | Kitzbühel             | Austria  | DH         |
| 26 febbraio 2017 | Lillehammer Kvitfjell | Norvegia | SG         |

Legenda:

DH = discesa libera

SG = supergigante

#### Coppa del Mondo - gare a squadre
- 2 podi:
  - 1 vittoria
  - 1 secondo posto

### Coppa Europa
- Miglior piazzamento in classifica generale: 20º nel 2002
- 1 podio:
  - 1 vittoria

#### Coppa Europa - vittorie
| Data            | Località     | Paese    | Specialità |
| --------------- | ------------ | -------- | ---------- |
| 25 gennaio 2002 | Sankt Moritz | Svizzera | DH         |

Legenda:

DH = discesa libera

### South American Cup
- Miglior piazzamento in classifica generale: 8º nel 2005
- Vincitore della classifica di supergigante nel 2005
- 2 podi:
  - 1 vittoria
  - 1 secondo posto

#### South American Cup - vittorie
| Data             | Località | Paese | Specialità |
| ---------------- | -------- | ----- | ---------- |
| 2 settembre 2004 | La Parva | Cile  | SG         |

Legenda:

SG = supergigante

### Campionati italiani
- 24 medaglie[1]:
  - 10 ori (combinata nel 2003; slalom gigante, combinata nel 2004; combinata nel 2005; supergigante nel 2006; slalom gigante nel 2007; combinata nel 2009; discesa libera nel 2014; supergigante nel 2015; discesa libera nel 2017)
  - 8 argenti (supergigante nel 2002; supergigante nel 2004; supergigante nel 2005; discesa libera nel 2009; discesa libera, supergigante, slalom gigante nel 2012; supergigante nel 2017)
  - 6 bronzi (combinata nel 2000; combinata nel 2001; discesa libera nel 2005; discesa libera nel 2008; supercombinata nel 2014; discesa libera nel 2016)

## Premi e riconoscimenti
Nel 2016, lo Sci Club Forlì gli ha conferito il premio nazionale Cristallo d'Oro.